# 白毛火把花
白毛火把花（学名：Colquhounia vestita）为唇形科火把花属下的一个种。

## 扩展阅读
- 維基物種上的相關：白毛火把花